# Науру на летних Олимпийских играх 2016
Республика Науру на летних Олимпийских играх 2016 года будет представлена двумя спортсменами в двух видах спорта. Науру, вместе ещё с 8 странами, будет иметь одну из самых малочисленных делегаций на Играх. Меньше спортсменов будет только у сборной Тувалу, которая будет представлена 1 атлетом.

## Состав сборной
Дзюдо
1. Овини Уэра

 Тяжёлая атлетика
1. Элсон Бречтефелд

## Результаты соревнований

### Дзюдо
Соревнования по дзюдо проводились по системе с выбыванием. В утешительные раунды попадали спортсмены, проигравшие полуфиналистам турнира. Два спортсмена, одержавших победу в утешительном раунде, в поединке за бронзу сражались с дзюдоистами, проигравшими в полуфинале.
Мужчины
| Категория | Спортсмены | 1/32 финала        | 1/16 финала            | 1/8 финала                   | Четвертьфинал        | Полуфинал            | Финал                | Место |
| Категория | Спортсмены | Соперник Результат | Соперник Результат     | Соперник Результат           | Соперник Результат   | Соперник Результат   | Соперник Результат   | Место |
| --------- | ---------- | ------------------ | ---------------------- | ---------------------------- | -------------------- | -------------------- | -------------------- | ----- |
| до 90 кг  | Овини Уэра | не участвовал      | BIZР. Джеймс В 100:000 | GEOВ. Липартелиани П 000:100 | завершил выступление | завершил выступление | завершил выступление | 9     |

### Тяжёлая атлетика
В рамках соревнований проводятся два упражнения — рывок и толчок. В каждом из упражнений спортсмену даётся 3 попытки. Победитель определяется по сумме двух упражнений. При равенстве результатов победа присуждается спортсмену с меньшим собственным весом.
Мужчины
| Категория | Спортсмены       | Вес   | Рывок | Рывок | Рывок | Толчок | Толчок | Толчок | Всего | Место |
| Категория | Спортсмены       | Вес   | 1     | 2     | 3     | 1      | 2      | 3      | Всего | Место |
| --------- | ---------------- | ----- | ----- | ----- | ----- | ------ | ------ | ------ | ----- | ----- |
| до 56 кг  | Элсон Бречтефелд | 55,62 | 95    | 98    | 101   | 120    | 125    | 125    | 223   | 15    |